# Municipio de Caney (Kansas)
El municipio de Caney (en inglés: Caney Township) es un municipio ubicado en el condado de Montgomery en el estado estadounidense de Kansas. En el año 2010 tenía una población de 1366 habitantes y una densidad poblacional de 7,75 personas por km².

## Geografía
El municipio de Caney se encuentra ubicado en las coordenadas 37°3′35″N 95°53′1″O / 37.05972, -95.88361. Según la Oficina del Censo de los Estados Unidos, el municipio tiene una superficie total de 176.25 km², de la cual 174.5 km² corresponden a tierra firme y (0.99%) 1.75 km² es agua.

## Demografía
Según el censo de 2010, había 1366 personas residiendo en el municipio de Caney. La densidad de población era de 7,75 hab./km². De los 1366 habitantes, el municipio de Caney estaba compuesto por el 86.16% blancos, el 0.66% eran afroamericanos, el 6.59% eran amerindios, el 0.07% eran asiáticos, el 0.07% eran isleños del Pacífico, el 0.29% eran de otras razas y el 6.15% pertenecían a dos o más razas. Del total de la población el 1.46% eran hispanos o latinos de cualquier raza.